# مؤسسة الدوحة للأفلام
مؤسسة الدوحة للأفلام وهي منظمة دولية في قطر تعنى بتمويل الأفلام، والإنتاج، والتعليم وتنظيم مهرجان الدوحة ترايبيكا السينمائي السنوي الذي يستقطب عدد من أشهر المخرجين والفنّانين.

## تأسيس
تأسست مؤسسة الدوحة للأفلام عام 2010 على يد الشيخة المياسة بنت حمد بن خليفة آل ثاني .
تقوم المؤسسة بتكريس أعمالها لتحسين الذائقة السينمائية، وإلقاء الضوء على التعليم وإضفاء الحيوية على مختلف أساليب صناعة الأفلام.وتلتزم مؤسسة الدوحة للأفلام بتمكين وتعزيز إمكانيات كتاب السيناريوهات والقصص في المنطقة في الوقت الذي تحافظ فيه على طابعها العالمي من حيث المحتوى والمضمون. وبتأكيدها على مفاهيم الثقافة والمجتمع والتعليم والترفيه التي تدخل في صلب أعمالها، فإن مؤسسة الدوحة للأفلام تشكل مركزاً شاملاً لصناعة السينما والأفلام في الدوحة، ومورداً هاماً في المنطقة وباقي بقاع العالم. إحدى المهام الرئيسية التي تتطلع بها مؤسسة الدوحة للأفلام، هي إنتاج المحتوى متعدد الأشكال: أفلام، إعلانات تجارية، مواد تلفزيونية ومقاطع فيديو رقمية. ويعتبر قسم الإنتاج بمؤسسة الدوحة للأفلام بمثابة شركة إنتاج قائمة بحد ذاتها، تقدم كل الخدمات الخاصة بالإنتاج السينمائي، بدءاً بالتطوير الابداعي، والإنتاج، وخدمات ما بعد الإنتاج، وتأجير أجنحة المونتاج، إلى نسخ المحتوى الاعلامي وتحويله من شكل إلى شكل آخر، وتأجير المعدات السينمائية.
كما يتولى هذا القسم إنتاج المحتوى لصالح مؤسسة الدوحة للأفلام، ومختلف الشركات في قطر، من ضمنها الشركات المحلية والعالمية الرائدة، والمؤسسات الحكومية، ومنظمات المجتمع المدني وغيرها من المنظمات.

## شركاء
قامت مؤسسة الدوحة للأفلام بالدخول في عدد من الشراكات الثقافية الإستراتيجية مع مُؤسسات دولية مرموقة، بالإضافة إلى البرامج التي تنظمها المؤسسة في العاصمة القطرية الدوحة بهدف إتاحة الفرصة لصناع الأفلام للمشاركة في ورش العمل المميزة والاستفادة من أفضل التدريبات. و شركاء كالأتي :
- الحي الثقافي كتارا
- مايشا لصناعة الأفلام
- مؤسسة السينما العالمية

في هذه الجزئية شرح موجز عن هذه الشراكات :

### كتارا
في الحي الثقافي كتارا، تقع مؤسسة الدوحة للأفلام، كما أنه المركز الرئيسي الذي يُنظم فيه مهرجان الدوحة ترايبكا السينمائي.

### مايشا لصناعة الأفلام
مجموعة مايشا لصناعة الأفلام قامت بتأسيسها المخرجة ميرا ناير . تقوم المجموعة بتقديم كُتّاباً ومخرجين صاعدين من شرق أفريقيا وجنوب آسيا، وتمكنهم من الحصول على التدريب المهني اللازم والموارد الإنتاجية الضرورية للتعبير عن رؤاهم. ولذلك أبرمت مؤسسة الدوحة للأفلام شراكة مع مايشا، من أجل إتاحة الفرصة لصانعي الأفلام المبتدئين في قطـر للسفر إلى أفريقيا والمشاركة في معامل صناعة الأفلام.

### مؤسسة السينما العالمية
هي موسسةٌ أسسها أسطورة السينما المخرج الأمريكي مارتن سكورسيزي . تكرّس المؤسسة نشاطها لإنقاذ التراث السينمائي عبر ترميم الأفلام الهامة من جميع أنحاء العالم للحفاظ عليها. وتستمر شراكة الدوحة مع مؤسسة السينما العالمية في إتاحة الفرصة للوصول إلى المكتبة والأرشيف التعليمي من الأفلام الخاصة لعرضها في الدوحة. ومن خلال الدعم الذي توفره مؤسسة السينما العالمية، تنظم مؤسسة الدوحة للأفلام عروض سينمائية تعليمية على مدار العام، وتعمل كمورد هام لأخصائيي السينما والأفلام لإستقطاب الأعمال المُرممّة من كلاسيكيات السينما العالمية إلى العاصمة الدوحة.

## المبادرات
- مهرجان الدوحة ترايبيكا السينمائي : هو مهرجان سينمائي سنوي يقام في الدوحة بقطر لمدّة خمسة أيام. تأسس المهرجان في 2009 لترويج الفيلم العربي والدولي ولتطوير صناعة سينمائية في قطر.
- مهرجان أجيال : هو مهرجان سينمائي سنوي يقام بالدوحة أيضاً لمدة 5 أيام، يختص بصناعة أفلام رسوم المتحركة السينمائية كما أنه يقوم بعرض الأفلام الوثائقية والقصير أيضاً تأسس عام 2013 .
- قمرة : ملتقى تأسس مطلع عام 2014 . يسعى هذا الملتقى الدولي لصناع السينما المُبدعين إلى المساهمة بشكل مباشر في تنمية المواهب السينمائية الواعدة مع التركيز بشكل خاص على صناع الأفلام الذين يخوضون تجاربهم الإخراجية الأولى أو الثانية. وتتضمن فعاليات قمرة عروض مخصصة لجماهير الدوحة من أفلام الخبراء السينمائيين في قمرة والمخرجين الحاصلين على تمويل من مؤسسة الدوحة للأفلام. و تنقسم فعاليات الملتقي إلى ثلاثة أقسام ندوات دراسية، اجتماعات عمل، وعروض الأفلام.

## تمويل الأفلام
تقدّم مبادرات تمويل الأفلام من مؤسسة الدوحة للأفلام الدعم الإبداعي والمالي لصانعي الأفلام في قطر وكافة أنحاء العالم، وتساعدهم على اطلاق مهارتهم الفنّية، وإدارة إنتاجاتهم بشكل فعّال وصنع أفلام عالية الجودة.
تدعم المؤسسة الأصوات المنبثقة من قطر والعالم، وتوفّر لها المساعدة الإبداعية والمالية لتتمكّن من ترجمة قصصها إلى مشاريع سينمائية حيوية. يتوفر الدعم المالي من خلال طريقتين:
- برنامج المنح من مؤسسة الدوحة للأفلام، الذي يوفّر التطوير، والإنتاج والتمويل بعد مرحلة الإنتاج للمخرجين من قطر، وصانعي الأفلام في التجربة الأولى والثانية من جميع أنحاء العالم.
- التمويل المشترك لمؤسسة الدوحة للأفلام، الذي يستثمر في الإنتاج السينمائي من خلال الشراكات الإستراتيجية مع مشاريع الأفلام